# Landau-Kleffners syndrom
Landau-Kleffners syndrom (LKS), förvärvad epileptisk språkstörning, är en ovanlig sjukdom som endast drabbar 17 ppm av befolkningen (dvs. av 1 000 000 individer drabbas 17 stycken). Sjukdomens bakomliggande orsak är ännu inte klarlagd, men yttrar sig genom att ett barn som tidigare uppvisat en normal språkutveckling plötsligt - och utan något uppenbart orsakssammanhang - under loppet av några dagar till månader successivt förlorar förmågan att förstå talat språk samt ofta även förmågan att själva kommunicera genom talat språk. Somliga av de som drabbas, drabbas även av en nedsatt förmåga att identifiera icke-språkliga ljud, som till exempel telefonsignaler eller ringklockor. Utöver en degenerering av språkfunktionen, omfattas symptombilden för LKS även av synliga förändringar i barnets EEG. Dessutom uppvisar många barn med LKS olika former av beteendestörningar, så som till exempel hyperaktivitet. För personer med LKS fungerar vanligen kommunikation via tecken- eller skriftspråk markant bättre än muntlig kommunikation och i fråga om beteendestörningar finns idag ett flertal hjälpmedel, mediciner och terapeutiska behandlingar för att minska dessas negativa inverkan på individen och dennes allmänna dagliga livsföring (ADL). På sikt varierar prognosen stort mellan LKS-drabbade individer, från att efter allt mellan några månader till flera år återfå en i princip normaliserad språkfunktion, till att syndromet kvarstår som ett uttalat, livslångt språkhandikapp.